# NGC 3577
NGC 3577 (również PGC 34195 lub UGC 6257) – galaktyka spiralna z poprzeczką (SBa), znajdująca się w gwiazdozbiorze Wielkiej Niedźwiedzicy. Odkrył ją William Herschel 1 kwietnia 1788 roku. Jest to galaktyka z aktywnym jądrem typu LINER.